# Svartbinka
Svartbinka (Erigeron humilis) är en växtart i familjen korgblommiga växter.